# Driekleurige ral
De driekleurige ral (Rallina tricolor) is een vogel uit de familie van de Rallen, koeten en waterhoentjes (Rallidae).

## Verspreiding en leefgebied
Deze soort komt wijdverspreid voor in Australië van Nieuw-Guinea tot de Bismarck-archipel, de Kleine Soenda-eilanden en noordoostelijk Australië.